# Bathyuroconger vicinus
Bathyuroconger vicinus és una espècie de peix pertanyent a la família dels còngrids.

## Descripció
- Pot arribar a fer 88 cm de llargària màxima.
- Nombre de vèrtebres: 181-182.
- És de color negre marronós fosc.[3][4]

## Hàbitat
És un peix marí i bentopelàgic que viu entre 120 i 1.318 m de fondària (normalment, entre 900 i 1.000).

## Distribució geogràfica
Es troba a l'Atlàntic oriental (Cap Verd, el golf de Guinea, Namíbia i davant les costes de Cape Point a Sud-àfrica), l'Atlàntic occidental (des de l'est del golf de Mèxic fins a les Guaianes) i, també, des de l'Àfrica oriental fins a Hawaii.

## Observacions
És inofensiu per als humans.